# Aeródromo de Sotos
El aeródromo de Sotos (OACI: LESS) se encuentra en España, en la Provincia de Cuenca, en el término municipal de Sotorribas. Tiene una pista asfaltada de 2952x38ft, de orientación magnética aproximada 160º/340º, sus coordenadas son 40º12.23'N - 002º08.64'W. Fue creado a principios de los 70 por un grupo de pilotos privados que fundaron el "Real Aeroclub de Cuenca".
Durante la época estival es base de un avión contra incendios Dromader de la Junta de Comunidades de Castilla-La Mancha. Durante esta época además es utilizado por pilotos de planeadores, en su mayor parte, procedentes de países centroeuropeos, generalmente, de Alemania. Son destacables del aeródromo sus óptimas cualidades climáticas y geográficas para el vuelo sin motor. 
En la actualidad, el Ayuntamiento de la localidad ha aprobado un proyecto en el que se prevé la ampliación de la pista, la construcción de nuevos hangares y una torre control.